# Shebaly
Shebaly är en ort i Azerbajdzjan.   Den ligger i distriktet Ağsu Rayonu, i den centrala delen av landet, 130 km väster om huvudstaden Baku. Shebaly ligger 51 meter över havet och antalet invånare är 291.
Terrängen runt Shebaly är platt, och sluttar söderut. Närmaste större samhälle är Aghsu, 11,0 km norr om Shebaly.
Trakten runt Shebaly består till största delen av jordbruksmark. Runt Shebaly är det ganska tätbefolkat, med 62 invånare per kvadratkilometer.